# La Alcobilla

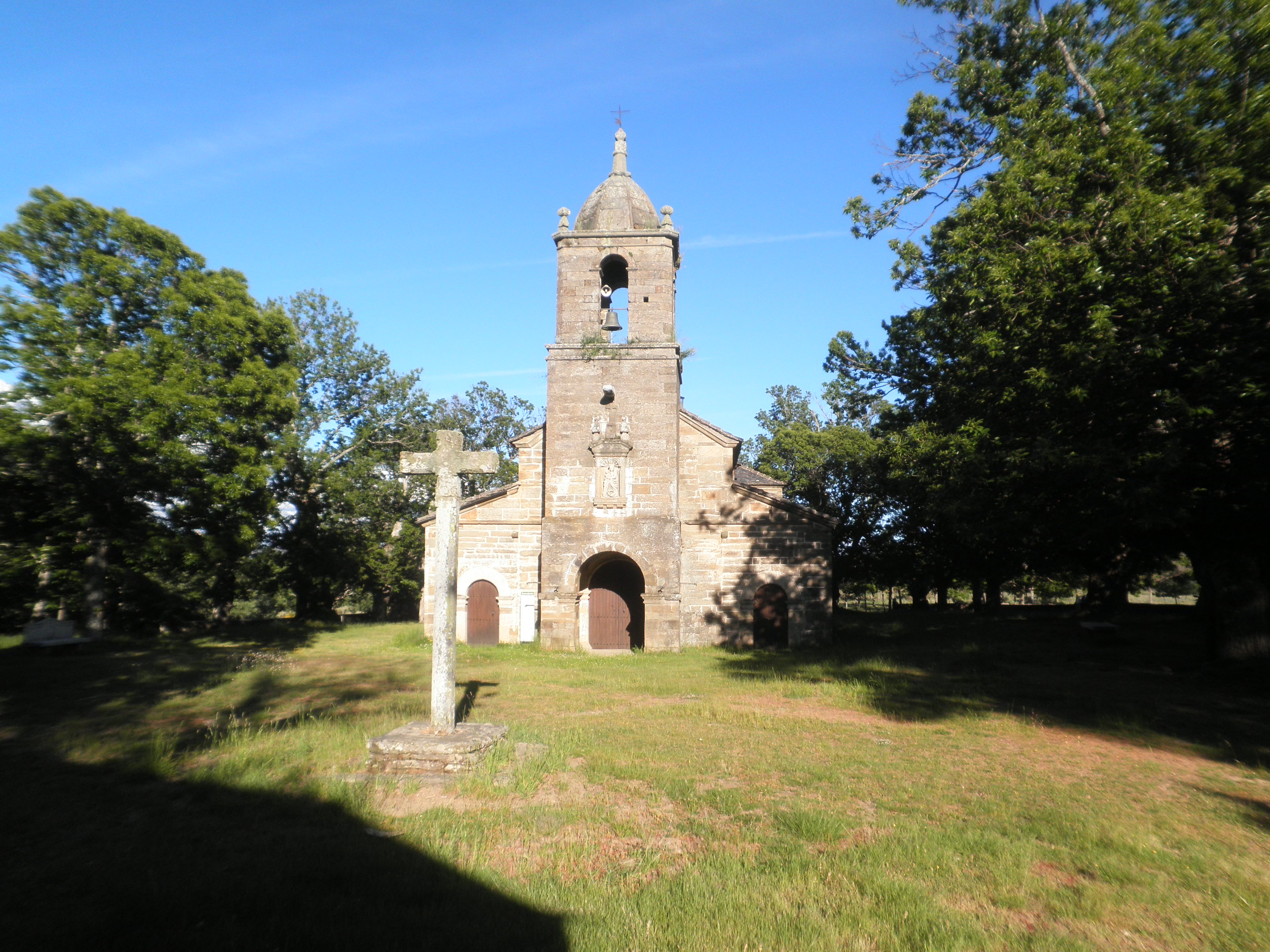
Ermita de la Alcobilla.

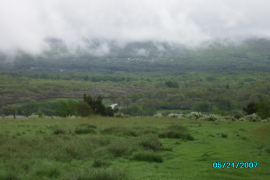
Panorámica sanabresa desde La Alcobilla.

El santuario de la Virgen de "La Alcobilla" se encuentra dentro del término municipal de San Justo, en la tierra zamorana de Sanabria (España).
El paraje en el que se encuentra la ermita, es además de especial interés por conservarse en él numerosos ejemplares de castaños centenerarios e incluso milenarios en algunos casos.

## Romería de la Alcobilla
Nueve días antes del 8 y 9 de septiembre, del 30 de agosto al 7 de septiembre, se celebran misas por los hermanos cofrades fallecidos en el año en lo que se llama "La Novena". En esta romería participan vecinos de los pueblos de alrededor como Rábano de Sanabria, Barrio de Rábano y San Justo (Zamora) y demás devotos de toda Sanabria.
El día 8 de septiembre, las vírgenes de la Alcobilla y del Rosario de Rábano de Sanabria, la virgen Peregrina de Barrio de Rábano y la virgen de la Asunción de San Justo suben en procesión precedidas por el pendón de su respectivo pueblo (estandartes) hasta la ermita, y antes de entrar, los pendones reverencian a las Vírgenes de cada pueblo. Todo ello sin dejar de oír gaitas y tambores; esto no debe de extrañar, Sanabria está rayando con Galicia y Sanabria tiene un tipo de gaita autóctona.
El día 9, las Vírgenes vuelven a sus respectivas parroquias y pueblos no sin antes repetir la misa y las venias de los pendones y despedirse hasta el año que viene.
El nombre de "Alcobilla" se cree que es una degeneración de "escubilla", dado que en los alrededores de la ermita hay muchas escobas (arbusto de flor blanca o amarilla), bajo la cual, según la leyenda, un pastor encontró la talla de la Virgen. La ermita es del siglo XVI, y seguramente se edificó sobre un santuario ya anterior.